# Абрамян, Виктор Ашотович
Виктор Ашотович Абрамян  (16 января 1938, Ленинград — 14 сентября 2008, Санкт-Петербург) — российский советский живописец, член Санкт-Петербургского Союза художников (до 1992 года — Ленинградской организации Союза художников РСФСР).

## Биография
Виктор Ашотович Абрамян  родился 16 января 1938 года в Ленинграде. Окончил Высшее художественно-промышленное училище имени В. И. Мухиной. Участвовал в выставках с начала 1970-х, экспонируя свои работы вместе с произведениями ведущих мастеров изобразительного искусства Ленинграда. Писал портреты, пейзажи, натюрморты, жанровые картины. Член Ленинградского Союза художников с 1975 года. Среди произведений, созданных Абрамяном, картины «Натюрморт со столетником» (1972), «Блокадные будни» (1974), «Натюрморт с синим подносом» (1975), «Вечер у лесного озера» (1977), «Натюрморт с корзиной», «Натюрморт с кофемолкой» (обе 1978), «Белая ночь. Ленинград», «Ночной Гурзуф» (обе 1980), «Вечер» (1983), «Ленинград. 1942 год. Женщины на страже в осаждённом городе» (1985), «Молодые гости» (2001), «Край сосновый» (2007), «Банька» (2008) и другие.
Скончался 14 сентября 2008 года в Санкт-Петербурге на 71-м году жизни. 
Произведения В. А. Абрамяна находятся в музеях и частных собраниях в России, Германии, Великобритании, Армении, Франции, США, Италии и других странах.

## Выставки
- 1973 год (Ленинград): Натюрморт. Выставка произведений ленинградских художников.
- 1975 год (Ленинград): Наш современник. Зональная выставка произведений ленинградских художников.
- 1977 год (Ленинград): Выставка произведений ленинградских художников, посвящённая 60-летию Великого Октября.
- 1978 год (Ленинград): Осенняя выставка произведений ленинградских художников.
- 1980 год (Ленинград): Зональная выставка произведений ленинградских художников.
- 1984 год (Ленинград): Подвигу Ленинграда посвящается. Выставка произведений ленинградских художников, посвящённая 40-летию полного освобождения Ленинграда от вражеской блокады.
- 1997 год (Санкт-Петербург): Связь времён. 1932-1997. Художники - члены Санкт-Петербургского Союза художников России .